# Mitch Richmond
Mitchell James Richmond (30 de juliol de 1965 a Fort Lauderdale, Florida) és un exjugador de bàsquet de l'NBA.

## Trajectòria esportiva
Va ser seleccionat pels Golden State Warriors en la cinquena posició global del draft de l'NBA del 1988 procedent de la Universitat de Kansas State. Va jugar en Golden State Warriors, Sagrament Kings, Washington Wizards i en Los Angeles Lakers. La seua posició era d'escorta.